# Марк, Мони
Симо́на Ма́ркотти (фр. Simone Marcotti), известная под псевдонимом Мо́ни Марк (фр. Mony Marc; род. не ранее 1934 и не позднее 1935, Льеж, Валлония) — бельгийская певица. Представительница Бельгии на конкурсе песни «Евровидение-1956».

## Биография
Родилась в 1935 году в Льеже, там же в 1947 году в зале форума дебютировала в качестве певицы в возрасте 12 лет. Затем в течение двух лет выступала с оркестром Жака Матье в залах, расположенных в Брюсселе, Генте и Антверпене. Она добилась успеха благодаря своим песням, написанным Шарлем Трене. Ее последнее известное публичное выступление было в 1966 году, когда она дала интервью телеканалу BBC в Глазго. На данный момент, её судьба неизвестна.

### «Евровидение»
В 1956 году была выбрана бельгийским национальным вещателем INR с песней «Le Plus Beau Jour de ma vie» и вместе с Фудом Леклерком, которого выбрали первым участником, стали первыми представителями Бельгии на первом конкурсе песни «Евровидение», проходившем в швейцарском Лугано. Так как, на данном конкурсе был объявлен только победитель, они заняли второе место, наряду со остальными участниками.

## Дискография

### Синглы
- 1952 — «La charmante chanteuse»
- 1954 — «Je ne sais pas pourqoi»
- 1956 — «Le Plus Beau Jour de ma vie»
- 1958 — «Bal de Vienne»
- 1959 — «L’auberge du 6e bonheur»
- 1959 — «Nick Nack Paddy Whack»

### Альбомы
- 1966 — «Les Crocodiles»
- 1966 — «Mony Marc chante»